# Team Jayco AlUla/2025
Deze pagina geeft een overzicht van de UCI World Tour wielerploeg Team Jayco AlUla in 2025.

## Algemeen
Sponsors: Jayco, AlUla
Algemeen manager: Brent Copeland
Teammanager: Matthew White tot 7 mei
Ploegleiders: Vittorio Algeri, Stephen Cummings, Mathew Hayman, Tristan Hoffman, David McPartland, Marco Pinotti, Valerio Piva, Andrew Smith, Andrew J. Smith, Brian Stephens, Rafael Valls, Pieter Weening
Fietsen: Giant

## Renners
| Naam                    | Geboortedatum | Nationaliteit       | Ploeg 2024                      |
| ----------------------- | ------------- | ------------------- | ------------------------------- |
| Welay Hagos Berhe       | 22-10-2001    | Ethiopië            |                                 |
| Koen Bouwman            | 2-12-1993     | Nederland           | Team Visma-Lease a Bike         |
| Filippo Conca*          | 22-09-1998    | Italië              | Q36.5 Pro Cycling Team          |
| Alessandro De Marchi    | 19-05-1986    | Italië              |                                 |
| Davide De Pretto        | 19-04-2002    | Italië              | Zalf Euromobil Fior             |
| Robert Donaldson        | 8-04-2002     | Verenigd Koninkrijk | Trinity Racing                  |
| Paul Double             | 25-06-1996    | Verenigd Koninkrijk | Team Polti Kometa               |
| Eddie Dunbar            | 01-09-1996    | Ierland             |                                 |
| Luke Durbridge          | 09-04-1991    | Australië           |                                 |
| Felix Engelhardt        | 19-08-2000    | Duitsland           |                                 |
| Anders Foldager         | 27-07-2001    | Denemarken          |                                 |
| Patrick Gamper          | 18-02-1997    | Oostenrijk          | Red Bull-BORA-hansgrohe         |
| Dylan Groenewegen       | 21-06-1993    | Nederland           |                                 |
| Chris Harper            | 23-11-1994    | Australië           |                                 |
| Alan Hatherly           | 15-03-1996    | Zuid-Afrika         | Cannondale Factory Racing       |
| Asbjørn Hellemose       | 15-01-1999    | Denemarken          | SWATT club                      |
| Michael Hepburn         | 17-08-1991    | Australië           |                                 |
| Christopher Juul-Jensen | 06-07-1989    | Denemarken          |                                 |
| Jelte Krijnsen          | 12-05-2001    | Nederland           | Parkhotel Valkenburg            |
| Michael Matthews        | 26-09-1990    | Australië           |                                 |
| Luka Mezgec             | 27-06-1988    | Slovenië            |                                 |
| Kelland O'Brien         | 22-05-1998    | Australië           |                                 |
| Ben O'Connor            | 25-11-1995    | Australië           | Decathlon AG2R La Mondiale Team |
| Luke Plapp              | 25-12-2000    | Australië           |                                 |
| Elmar Reinders          | 14-03-1992    | Nederland           |                                 |
| Mauro Schmid            | 04-12-1999    | Zwitserland         |                                 |
| Campbell Stewart        | 12-05-1998    | Australië           |                                 |
| Jasha Sütterlin         | 4-11-1992     | Duitsland           | Bahrain-Victorious              |
| Max Walscheid           | 13-06-1993    | Duitsland           |                                 |
| Filippo Zana            | 18-03-1999    | Italië              |                                 |

*vanaf 13 augustus

### Vertrokken
| Naam                  | Geboortedatum | Nationaliteit       | Ploeg 2025                           |
| --------------------- | ------------- | ------------------- | ------------------------------------ |
| Lawson Craddock       | 20-02-1992    | Verenigde Staten    | Gestopt                              |
| Caleb Ewan            | 11-07-1994    | Australië           | INEOS Grenadiers                     |
| Lucas Hamilton        | 12-02-1996    | Australië           | INEOS Grenadiers                     |
| Amund Grøndahl Jansen | 11-02-1994    | Noorwegen           | Uno-X Mobility                       |
| Jan Maas              | 19-02-1996    | Nederland           | Cofidis                              |
| Jesús David Peña      | 08-05-2000    | Colombia            | APHotels & Resorts/Tavira/SC Farense |
| Rudy Porter           | 15-12-2000    | Australië           | ?                                    |
| Blake Quick           | 26-02-2000    | Australië           | Roojai Insurance                     |
| Callum Scotson        | 10-08-1996    | Australië           | Decathlon AG2R La Mondiale Team      |
| Simon Yates           | 07-08-1992    | Verenigd Koninkrijk | Team Visma-Lease a Bike              |

## Overwinningen
| Nationale kampioenschappen wielrennen Australië - tijdrit: Luke Plapp Australië - wegrit: Luke Durbridge Zuid-Afrika - tijdrit: Alan Hatherly Zwitserland - tijdrit: Mauro Schmid Zwitserland - wegrit: Mauro Schmid Cadel Evans Great Ocean Road Race Mauro Schmid Internationale Wielerweek 2e etappe: Paul Double Ronde van Griekenland 2e etappe: Luke Plapp Eschborn-Frankfurt Michael Matthews Ronde van Italië 8e etappe: Luke Plapp 20e etappe: Chris Harper | Ronde van Hongarije 4e etappe: Dylan Groenewegen Ronde van Slovenië 1e etappe: Dylan Groenewegen 3e etappe: Dylan Groenewegen Ronde van Frankrijk 18e etappe: Ben O'Connor |  |

Mannen: 2012 · 2013 · 2014 · 2015 · 2016 · 2017 · 2018 · 2019 · 2020 · 2021 · 2022 · 2023 · 2024  · 2025
Vrouwen: 2012 · 2013 · 2014 · 2015 · 2016 · 2017 · 2018 · 2019 · 2020 · 2021 · 2022 · 2023 · 2024 · 2025
Alpecin-Deceuninck · Arkéa-B&B Hotels · Bahrain Victorious · Cofidis · Decathlon AG2R La Mondiale Team · EF Education-EasyPost · Groupama-FDJ · INEOS Grenadiers · Intermarché-Wanty · Lidl-Trek · Movistar Team · Red Bull-BORA-hansgrohe · Soudal Quick-Step · Jayco AlUla · Team Picnic PostNL · UAE Team Emirates-XRG · Visma-Lease a Bike · XDS Astana Team